# Kloster São Pedro das Águias
Das Kloster São Pedro de Águias (Sanctus Petrus de Aquilis) ist ein ehemaliges Zisterzienserkloster im Kirchspiel (freguesia) Paradela im Concelho Tabuaço im Distrikt Viseu in Portugal. Es liegt am Hang westlich oberhalb des Bachs Távora und im Südosten der Ortschaft Távora, rund 2 km nördlich vom gleichnamigen romanischen Kirchlein der früheren Einsiedelei.

## Geschichte

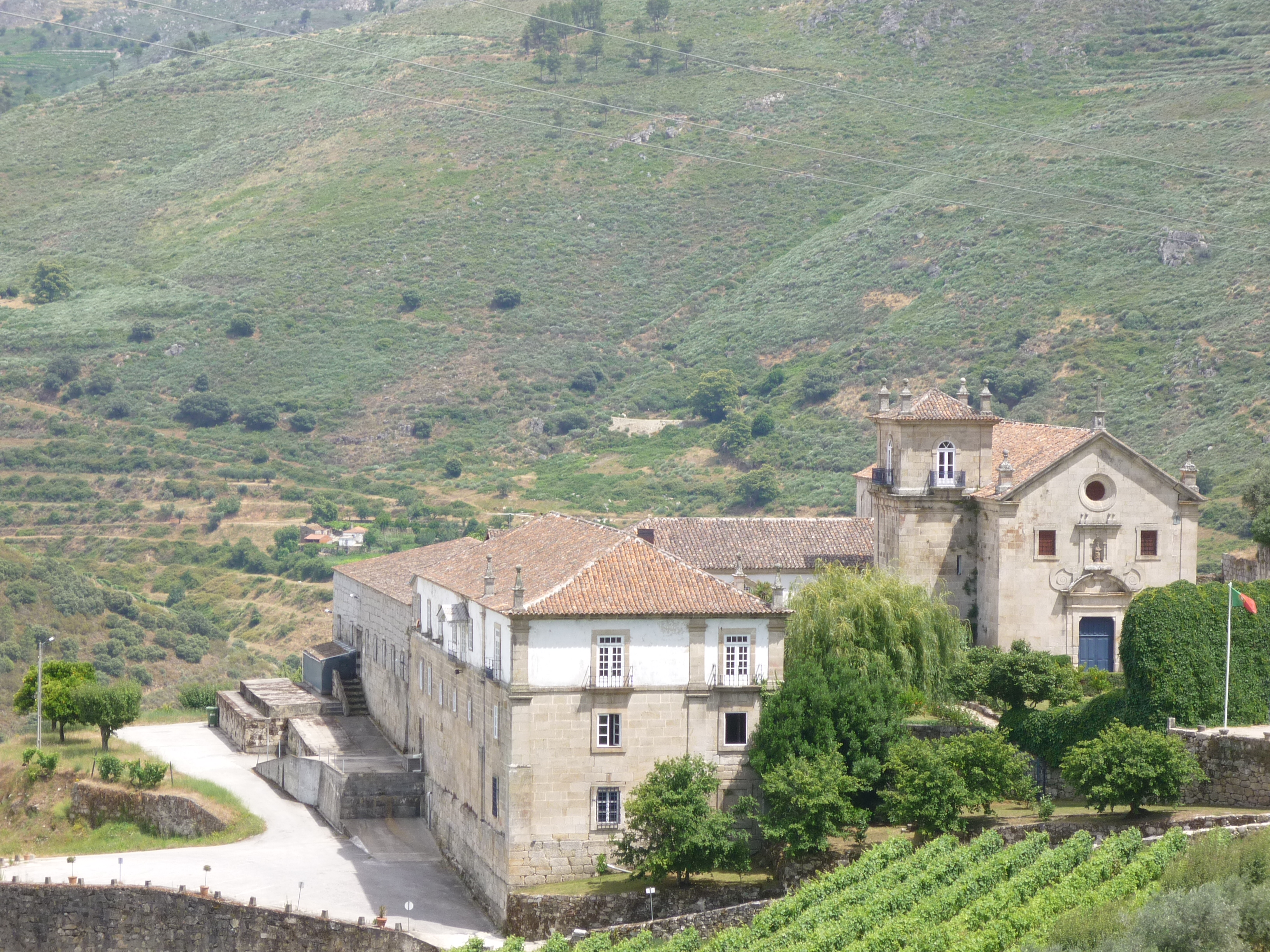
Das Kloster

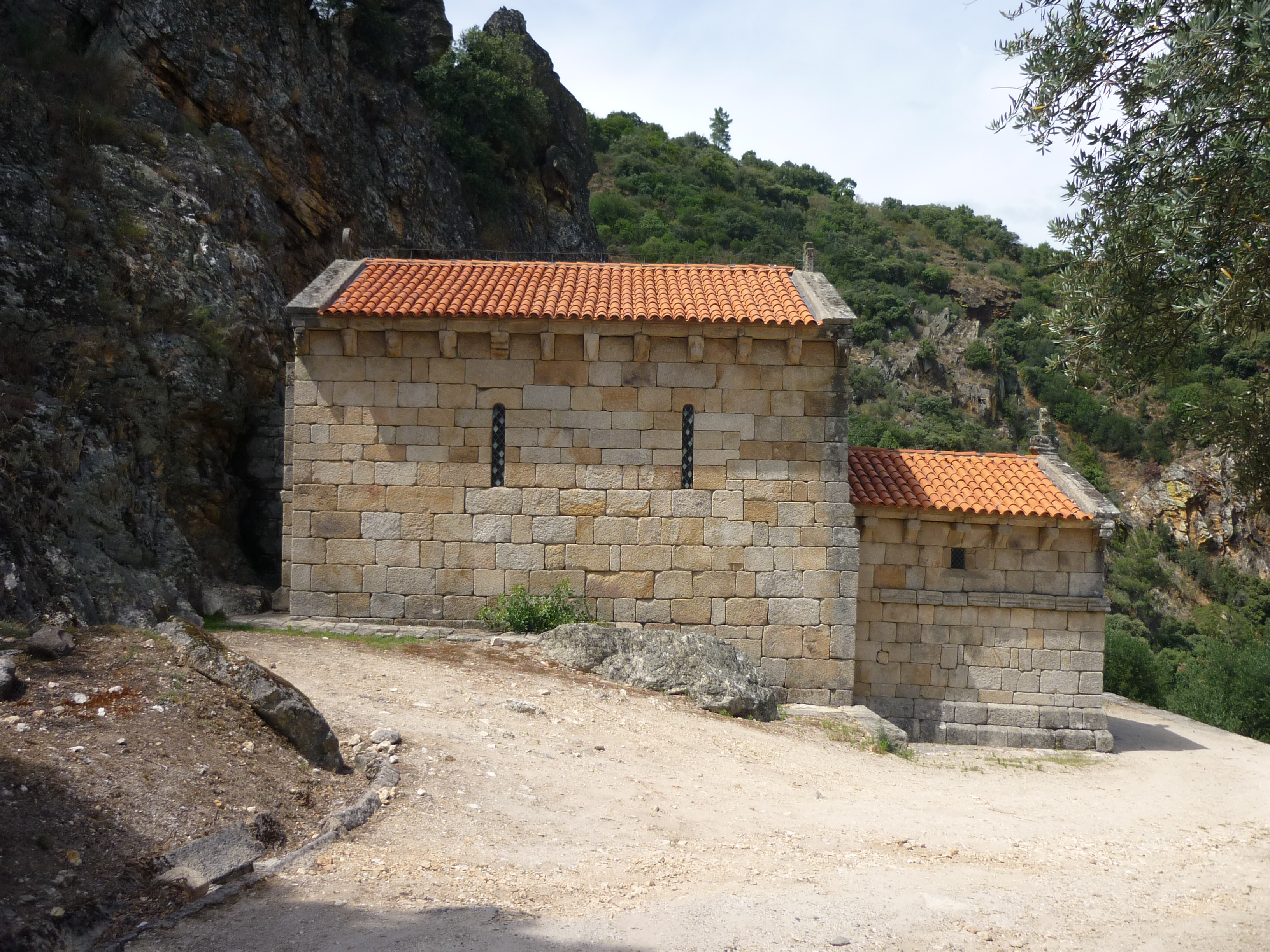
Romanische Kirche der Einsiedelei

Die Einsiedelei soll im Jahr 985 gegründet worden sein. Sie dürfte 1080 an den Benediktinerorden gegangen sein, der im 11. Jahrhundert das nahegelegene Kloster mit Mönchen aus Guimarães besiedelt hatte. Das Kloster trat wohl 1145 oder danach dem Zisterzienserorden als Tochterkloster des Klosters Tarouca bei. Damit gehörte es der Filiation der Primarabtei Clairvaux an. Im 16. Jahrhundert fiel es in Kommende und 1834 erfolgte mit den übrigen portugiesischen Klöstern die Auflösung. In der Folge geriet das Kloster in Brand. Die Anlage ist heute in Privatbesitz.

## Anlage und Bauten
Die kleine romanische Kirche der Einsiedelei wird als „Musterbeispiel für die sog. benediktinische Romanik in Portugal“ bezeichnet (Romanisches Portugal). Die Klosteranlage weist noch romanische Spuren auf und gehört im Übrigen dem Manierismus und dem Barock an. Die romanische Kirche mit einem quadratischen, an der Nordseite gelegenen Turm ist einschiffig. Die sich nördlich anschließende zweistöckige Klausur weist einen rundbogig geöffneten, flach gedeckten manieristischen Kreuzgang mit einem zentralen Brunnen auf. Von der mittelalterlichen Anlage sollen der Kapitelsaal, das Refektorium und ein Dormitorium erhalten sein. Die Anlage ist von einer Mauer umgeben.